# Guilherme Boulos
Guilherme Castro Boulos (São Paulo, 19 de junho de 1982) é um professor, psicanalista, escritor, ativista e político brasileiro, filiado ao Partido Socialismo e Liberdade (PSOL). Desde 1º de fevereiro de 2023 exerce o mandato de deputado federal pelo estado de São Paulo. Concorreu duas vezes ao cargo de prefeito do município de São Paulo, sem sucesso em ambas as ocasiões.
É bacharel em filosofia e mestre em psiquiatria, ambos pela Universidade de São Paulo (USP). Membro da Coordenação Nacional do Movimento dos Trabalhadores Sem-Teto (MTST), é reconhecido como uma das principais lideranças da esquerda no Brasil.
Foi candidato a presidente da República, pelo PSOL, nas eleições gerais no Brasil em 2018 e também concorreu ao cargo de prefeito do município de São Paulo nas eleições de 2020, pelo mesmo partido, perdendo no segundo turno para o candidato à reeleição, Bruno Covas. Elegeu-se deputado federal por São Paulo nas eleições de 2022, com cerca de um milhão de votos, sendo o mais votado de São Paulo e o segundo mais votado do país naquele pleito.
A revista Time Time 100 Next incluiu Guilherme Boulos na lista dos cem líderes emergentes de 2021.

## Biografia

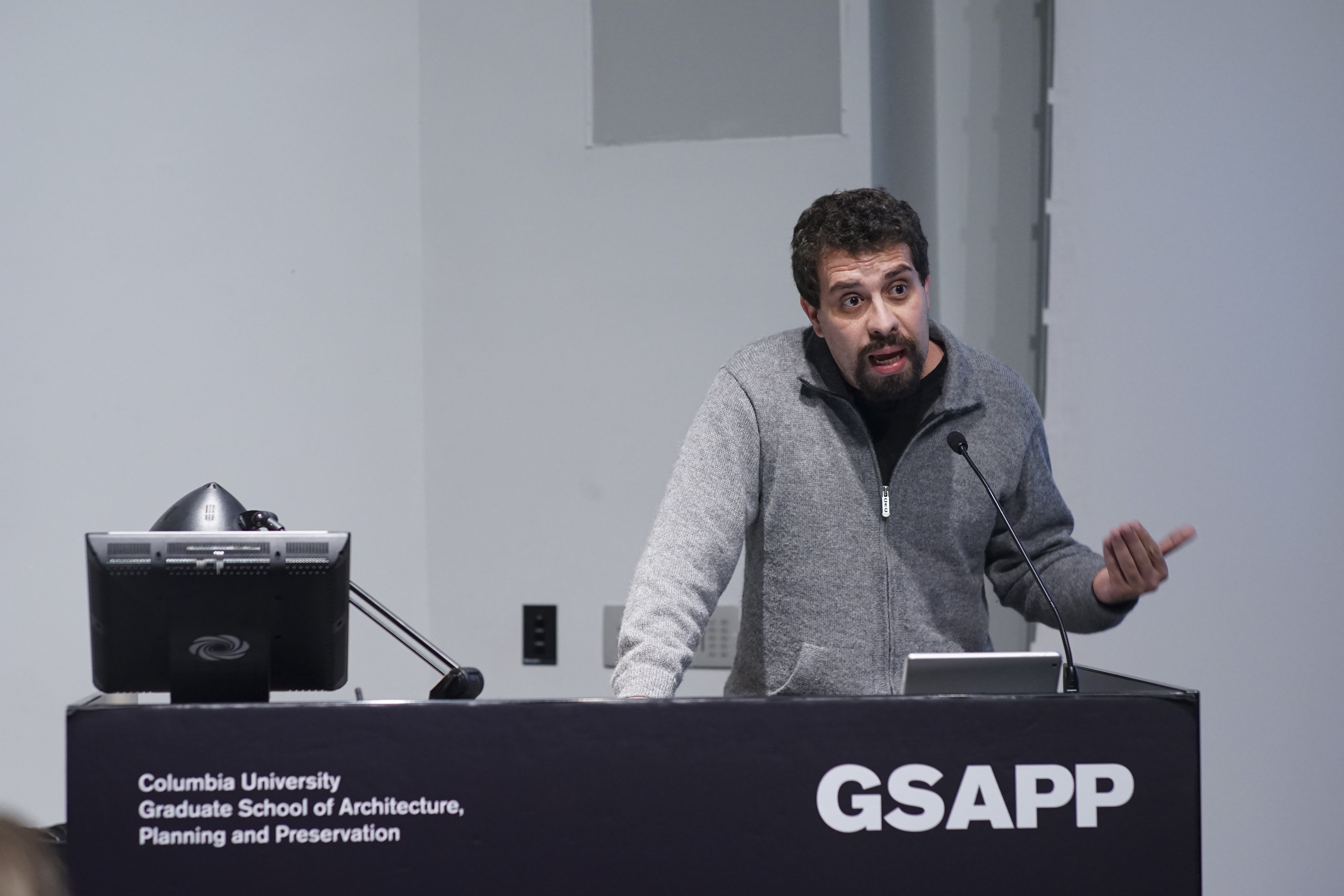
Boulos na Universidade Columbia em 2015

Neto paterno de um comerciante libanês, Guilherme Boulos é filho de um casal de médicos. Sua mãe é a infectologista Maria Ivete Castro Boulos, e seu pai é o professor Marcos Boulos, do Departamento de Moléstias Infecciosas e Parasitárias da Faculdade de Medicina da Universidade de São Paulo.
Graduou-se em filosofia pela Faculdade de Filosofia, Letras e Ciências Humanas da Universidade de São Paulo (FFLCH-USP), onde ingressou em 2000. Especializou-se em Psicologia Clínica pela PUC–SP, onde realizou um TCC com tema "O Lugar da Razão na Psicanálise". É mestre em Psiquiatria (2017), pela Faculdade de Medicina da Universidade de São Paulo, com a dissertação "Estudo sobre a variação de sintomas depressivos relacionada à participação coletiva em ocupações de sem-teto em São Paulo".
Foi também professor da rede pública de ensino, da faculdade de Mauá e da Escola de Educação Permanente do Hospital das Clínicas da Faculdade de Medicina da Universidade de São Paulo.
Desde 2009, Boulos mantém um relacionamento com Natalia Szermeta. O casal tem duas filhas, Sofia e Laura. Embora não sejam casados no papel, Boulos a trata como sua esposa.

### Militância política

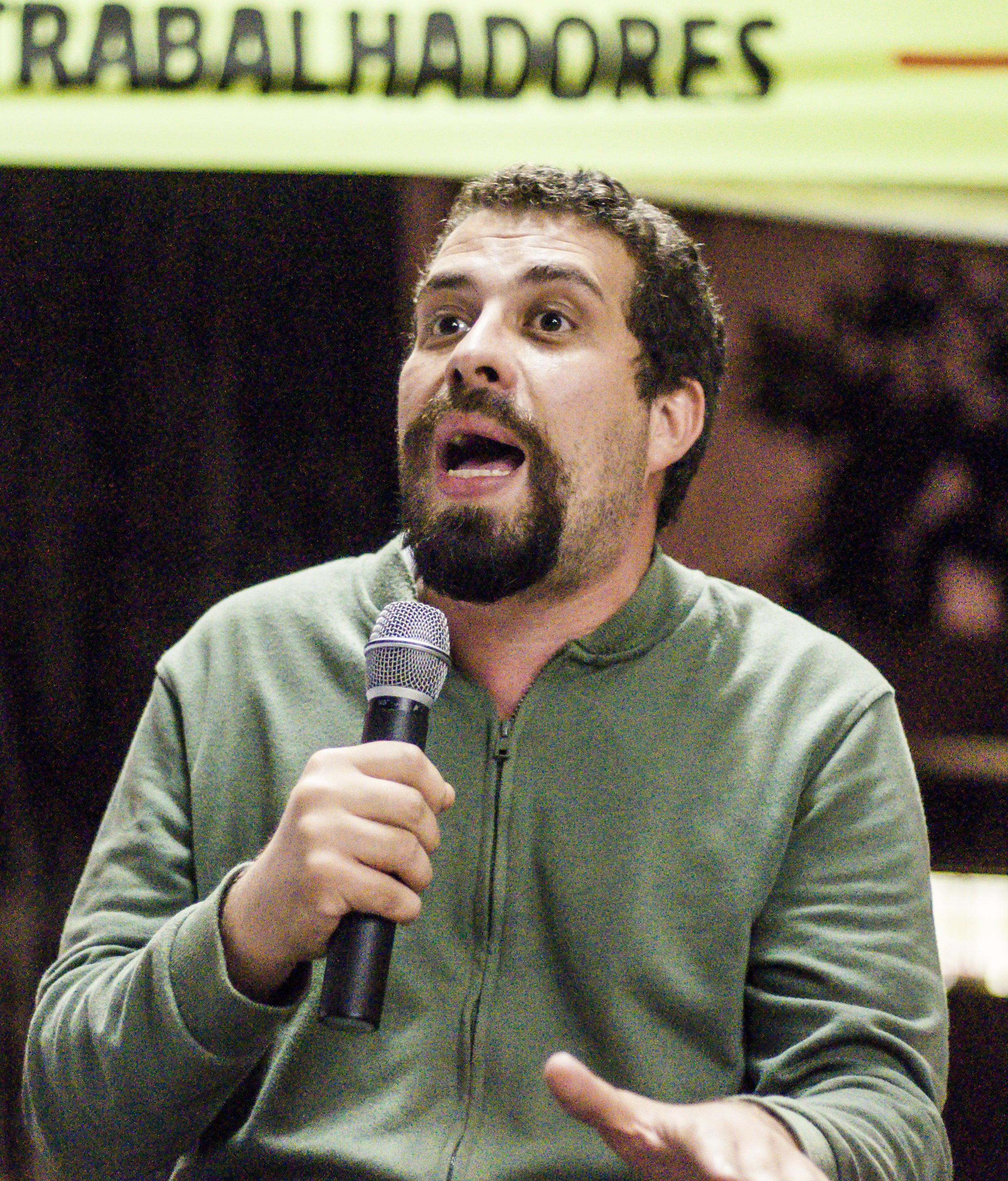
Boulos em 2017

Na juventude e nos anos de formação, engajou-se no movimento estudantil. Em 1997, aos 15 anos, ingressou no movimento estudantil brasileiro como militante na União da Juventude Comunista (UJC). Em 2002, ingressou no Movimento dos Trabalhadores Sem-Teto (MTST).
Ficou conhecido em 2003, quando participou da coordenação da ocupação de um terreno da Volkswagen, em São Bernardo do Campo.
Voltou a ter visibilidade na imprensa em 2014, na esteira das mobilizações sociais em torno da Copa do Mundo, em especial da Ocupação Copa do Povo, realizada pelo MTST no início de maio. Em junho do mesmo ano, tornou-se colunista semanal do site do jornal Folha de S.Paulo, onde ficou até março de 2017.
Em fevereiro de 2015, passou a integrar, junto com o deputado federal Jean Wyllys e a jornalista Laura Capriglione, o programa de debates Havana Connection, criado e mediado pelo jornalista Leonardo Sakamoto, no portal UOL.
Boulos afirma ter sido preso diversas vezes, além de responder a diversos processos judiciais. Teve grande repercussão sua prisão em 17 de janeiro de 2017, com acusações eram de desobediência a ordem judicial e incitação à violência, durante a ação de reintegração de posse de um terreno no distrito de São Mateus, mas foi solto na noite do mesmo dia. Em sua defesa, alega que sua detenção foi arbitrária e de cunho político.

## Carreira política

### Candidatura à presidência em 2018

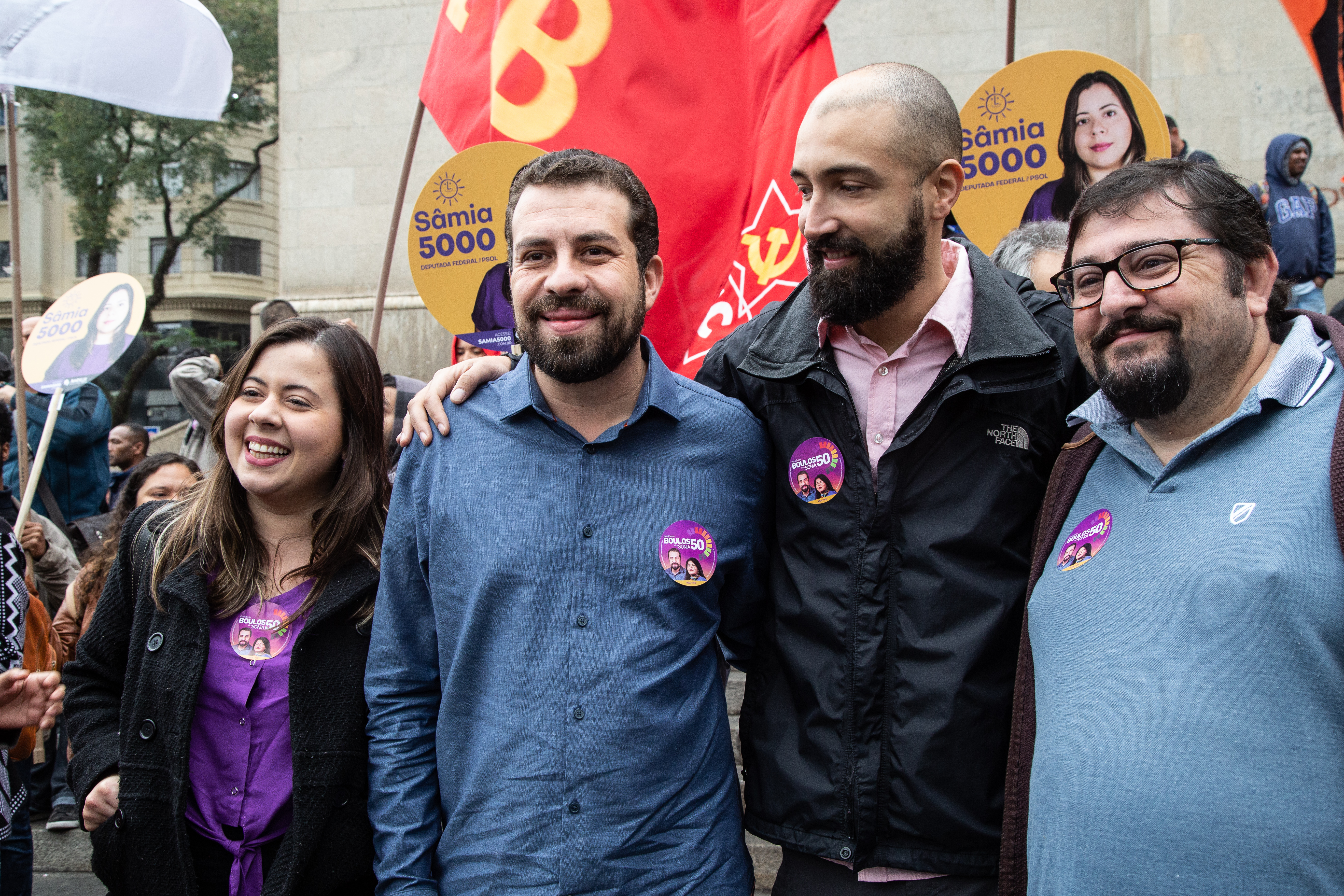
Boulos durante campanha em 2018

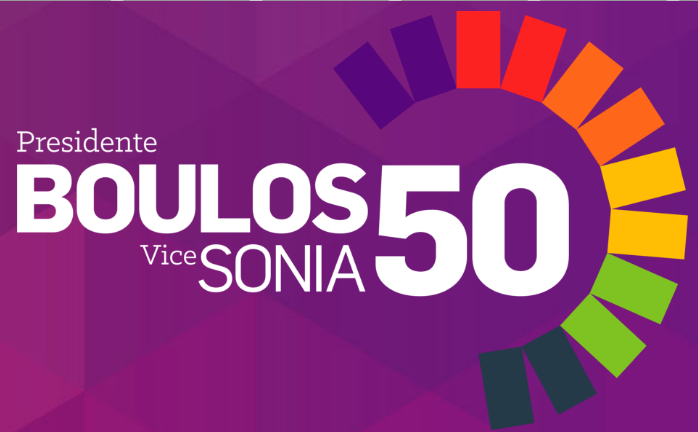
Logotipo da campanha de Boulos à Presidência da República em 2018.

Em março de 2018, filiou-se ao Partido Socialismo e Liberdade (PSOL) como pré-candidato à Presidência da República, com Sônia Guajajara como vice. Houve polêmicas quanto a sua candidatura, especialmente devido à ausência de debates entre os candidatos e a um vídeo gravado por Lula, no qual afirmava que "seria a última pessoa do mundo a pedir para que Boulos não seja candidato". Sua candidatura se sustentou em uma Frente de Esquerda Socialista, com bases no PSOL, no PCB, no Movimento dos Trabalhadores Sem Teto (MTST) e no movimento indígena. Com 617 122 votos (0,58%), ficou em décimo lugar no primeiro turno.

### Candidato à prefeitura de São Paulo em 2020
Em 9 de março de 2020, anunciou pelas redes sociais a formação de uma chapa para concorrer à prefeitura de São Paulo pelo Partido Socialismo e Liberdade (PSOL) nas eleições do mesmo ano, em conjunto com a Deputada Federal e ex-prefeita da cidade Luiza Erundina (PSOL) como candidata a vice-presidente. Seu anúncio foi seguido da publicação de um manifesto intitulado "Boulos e Erundina para mudar São Paulo". A pré-candidatura contou com apoio de figuras do PSOL como os deputados Ivan Valente, Áurea Carolina, Marcelo Freixo, Edmilson Rodrigues e Talíria Petrone. Boulos disputou a indicação com a deputada federal Sâmia Bonfim e o deputado estadual Carlos Giannazi. Originalmente marcada para 15 de março de 2020, a votação foi adiada em virtude da COVID-19. Em 19 de julho, Boulos foi confirmado pré-candidato pelo PSOL à prefeitura de São Paulo, após receber 61% dos votos nas prévias do partido. A chapa contou com o apoio do PCB e da Unidade Popular (UP).
Boulos recebeu 1 080 736 votos, 20% dos votos válidos e avançou ao segundo turno, no qual disputou contra o prefeito, Bruno Covas (PSDB), que alcançou 32% dos votos, tendo recebido 2 168 109 votos, o que não foi suficiente para lhe garantir o mandato de Prefeito da Cidade de São Paulo, tendo o cargo permanecido com Bruno Covas (PSDB).
Para o segundo turno, recebeu apoio dos ex-candidatos Jilmar Tatto (PT), Marina Helou (REDE) e Orlando Silva (PCdoB). O Partido dos Trabalhadores, PDT, PSB, PCdoB e a Rede Sustentabilidade oficializaram apoio à candidatura de Boulos e Erundina e formalizaram a Frente Democrática por São Paulo. Já o PSTU defendeu voto crítico em Boulos. Políticos como os ex-presidentes Lula e Dilma Rousseff, Fernando Haddad, ex-prefeito da cidade, Eduardo Suplicy, vereador mais votado na eleição, Flávio Dino, governador do estado do Maranhão, Marina Silva e Ciro Gomes, candidatos a presidente da república em 2018, também declararam apoio a chapa do PSOL. Na campanha de Boulos, haviam apoiadores do candidato com jaleco branco que aplicaram álcool em gel nas mãos dos eleitores, ao que Evaldo Stanislau, infectologista do Hospital das Clínicas da FMUSP (Faculdade de Medicina da Universidade de São Paulo) e diretor da Sociedade Paulista de Infectologia (SPI) respondeu: "Brigada de álcool em gel é uma boa intenção sem nenhum resultado prático (...) Seria melhor uma brigada do distanciamento e de máscara." O cientista político e professor da USP Glauco Peres considerou os esforços de Covas e Boulos válidos para conseguir votos na reta final da campanha, mas arriscado.

### Deputado federal

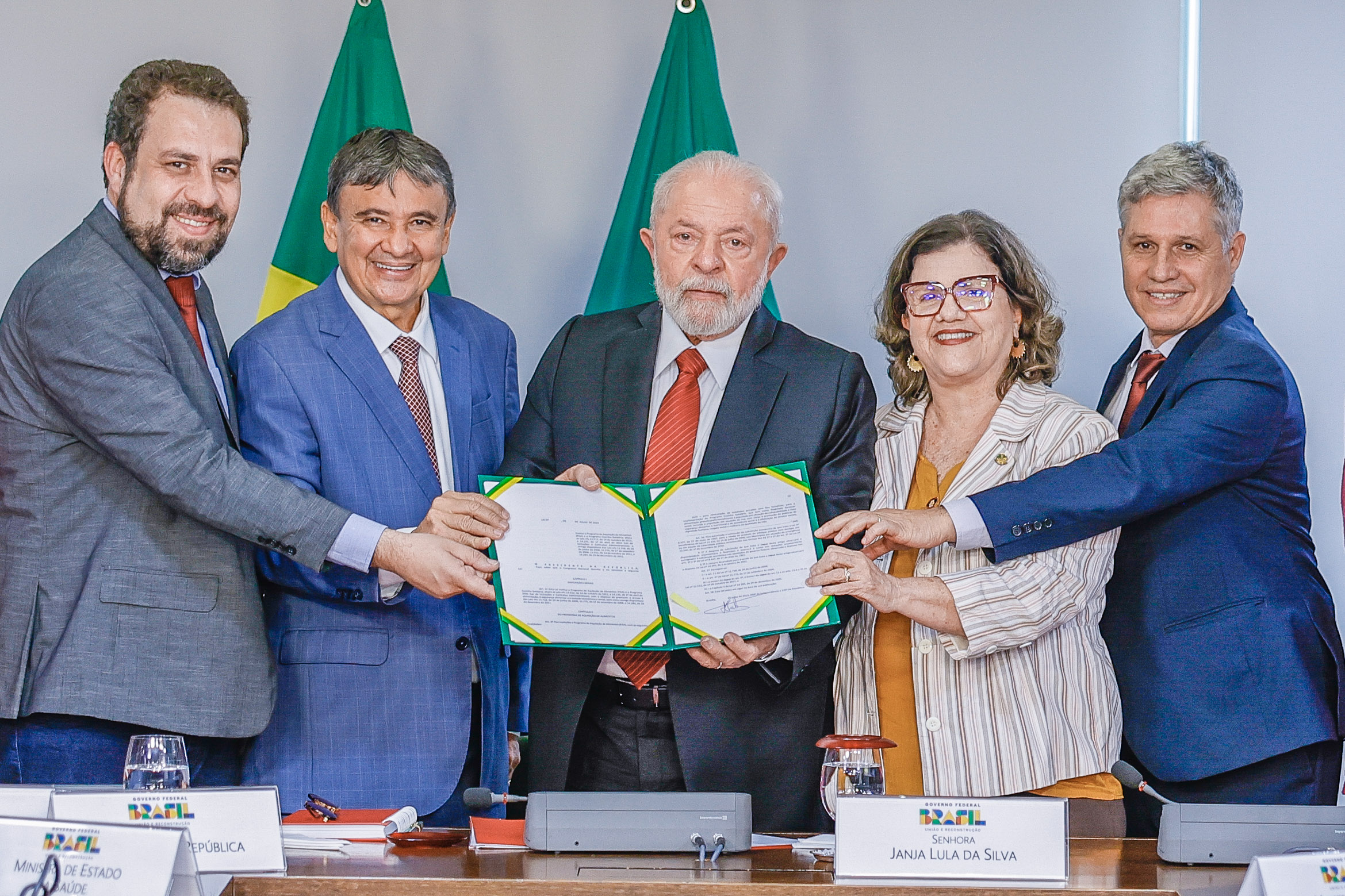
Boulos durante sanção do Projeto de Lei n° 2.920/2023, que institui o Programa de Aquisição de Alimentos e o Programa Cozinha Solidária.

Nas eleições de 2022, Boulos candidatou-se pela primeira vez a um cargo no legislativo, sendo eleito o Deputado federal mais votado do estado de São Paulo naquelas eleições, obtendo cerca de 1 milhão de votos. Entre as suas principais propostas está a aumento de impostos de grandes fortunas e patrimônios, ampliação das políticas de moradia e direito à cidadania, assim como a transformação das cozinhas solidárias em política pública. Durante a pandemia, o MTST abriu cerca de 200 cozinhas solidárias em dez estados e no Distrito Federal, distribuindo cerca de 1 milhão de marmitas de forma gratuita.

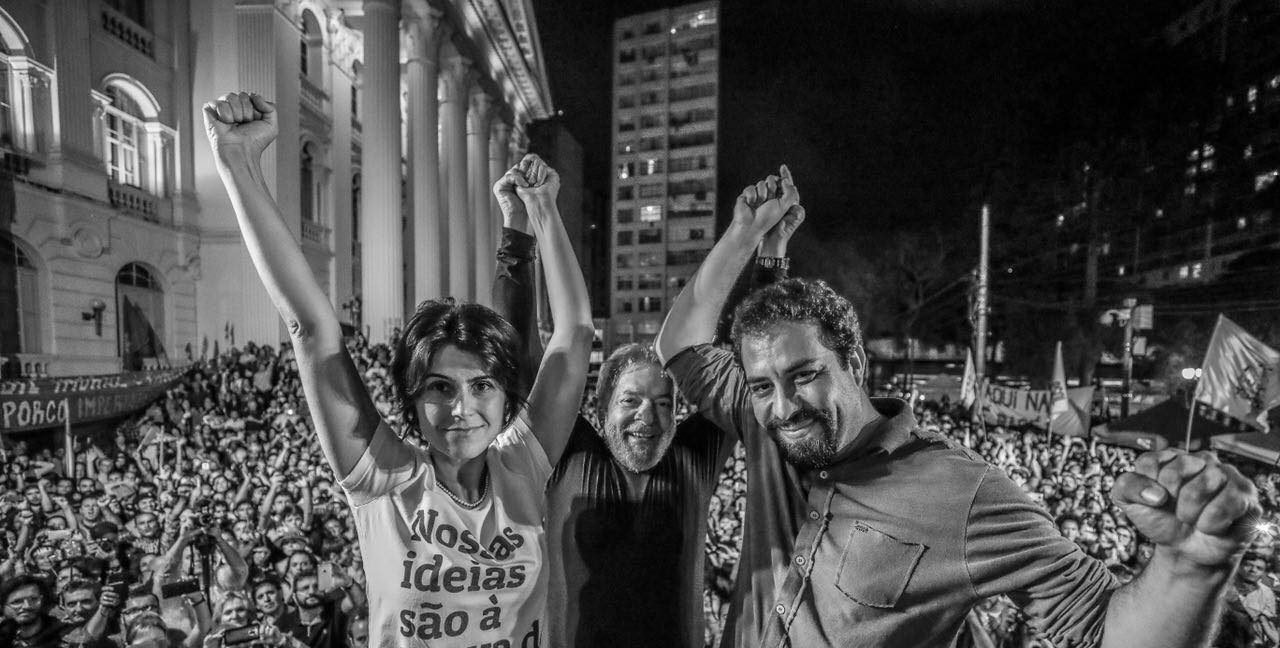
Manuela d'Ávila, Lula e Boulos em Curitiba.

No final de janeiro de 2023, a bancada do PSOL na Câmara dos Deputados anunciou que o deputado Guilherme Boulos será o líder do partido em 2023.
No fim de 2023, o deputado ficou em terceiro lugar em duas categorias "Melhoras da Câmara" do Prêmio Congresso em Foco, voto popular ("Melhores na Câmara na Internet") e no voto de jornalistas ("Melhores na Câmara pelos jornalistas").

### Candidato à prefeitura de São Paulo em 2024

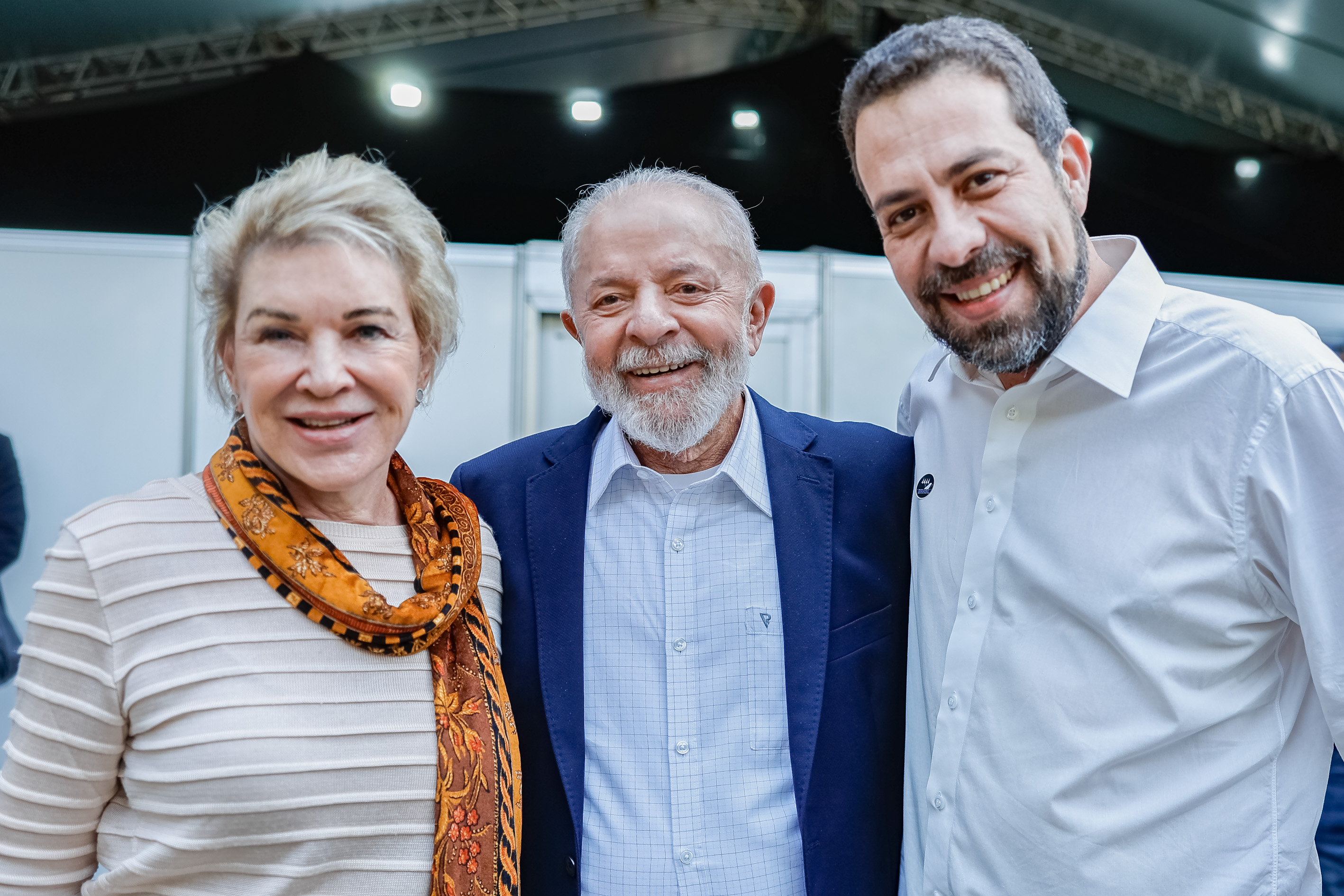
Marta, Lula e Boulos em junho de 2024.

Em 2022, Boulos afirmou que pretende ser candidato outra vez à prefeitura de São Paulo em 2024 pelo seu partido PSOL. No mesmo ano, o presidente eleito Lula afirmou que apoiará a candidatura do deputado à prefeitura em 2024, como também ajudou indicar a vice na chapa de Boulos nos dois anos seguintes. A indicada saiu do gabinete de Ricardo Nunes e voltou para o PT: a ex-prefeita e senadora da República, Marta Suplicy. Em 20 de julho de 2024, na convenção do PSOL, Expo Center Zona Norte, a presença do presidente Lula fez com que o partido oficializasse a chapa nomeada de Amor Por São Paulo, com a candidatura de Guilherme Boulos á Prefeitura da capital paulista, tendo Marta Suplicy como sua vice, representada pelos petistas.
Nas Eleições para prefeito de 2024, Boulos novamente é candidato à prefeitura de São Paulo. Desta vez com o apoio formal da Federação Brasil (PT , PC do B e PV) e coligado a oito legendas. Dispõe de 2 minutos e 22 segundos no rádio e na TV, lidera a pesquisa Datafolha de 5 de setembro de 2024 com 23% das intenções de voto na disputa pela prefeitura de São Paulo. No primeiro turno, obteve 1 776 127 votos (29,07% dos votos válidos), chegando ao segundo turno das eleições municipais de São Paulo e ajudou a eleger 16 vereadores coligados ao seu partido. Obteve 2 323 901 votos (40,65% dos votos válidos), sendo insuficiente para ser eleito, resultando na reeleição de Ricardo Nunes (MDB).
Na campanha eleitoral, defendeu seu histórico como deputado federal aliado ao presidente Lula e atacou Nunes pela sua gestão, se apresentando como a melhor alternativa ao candidato a reeleição. No seu plano de governo, o candidato lista 50 diretrizes básicas, que inclui recuperação da situação fiscal, melhorar a qualificação da guarda municipal e mais investimentos sociais para áreas pobres.
No segundo turno das eleições, está recebendo o apoio dos candidatos que não passaram para a segunda etapa do pleito : Tabata Amaral e José Luiz Datena, além da declaração pública de Pablo Marçal de que o coach tem a certeza de que Boulos vencerá a eleição em São Paulo, afirmação esta realizada à impressa após Marçal pedir retratação de Nunes e de seus aliados Tarcísio, Silas Malafaia e Bolsonaro. O vice-presidente da República, Geraldo Alckmin, também declarou apoio à Guilherme Boulos no segundo turno das eleições municipais de São Paulo.

## Desempenho em eleições
| Ano  | Eleição                | Cargo            | Partido | Votos     | %                 | Resultado  | Ref    |
| ---- | ---------------------- | ---------------- | ------- | --------- | ----------------- | ---------- | ------ |
| 2018 | Presidencial no Brasil | Presidente       | PSOL    | 617.122   | 0,58%             | Não eleito | [ 66 ] |
| 2020 | Municipal de São Paulo | Prefeito         | PSOL    | 1.080.736 | 20,24% (1º turno) | Não eleito | [ 67 ] |
| 2020 | Municipal de São Paulo | Prefeito         | PSOL    | 2.168.109 | 40,62% (2º turno) |            | [ 67 ] |
| 2022 | Estaduais em São Paulo | Deputado federal | PSOL    | 1.001.472 | 4,22%             | Eleito     | [ 68 ] |
| 2024 | Municipal de São Paulo | Prefeito         | PSOL    | 1.776.127 | 29,07% (1° turno) | Não eleito | [ 69 ] |
| 2024 | Municipal de São Paulo | Prefeito         | PSOL    | 2.323.901 | 40,65% (2º turno) | Não eleito | [ 69 ] |

## Livros
- Sem Medo do Futuro . São Paulo: Editora Contracorrente. 2022. ISBN 978-655-396-006-0
- De que lado você está? Reflexões sobre a conjuntura política e urbana no Brasil. São Paulo: Boitempo. 2015. ISBN 978-85-7559-440-7
- Por que ocupamos? Uma introdução à luta dos Sem-Teto. São Paulo: Autonomia Literária. 2014. ISBN 9788569536017
- Jennings, Andrew, ed. (2014). «O que quer o MTST». Brasil em jogo: o que fica da Copa e das Olimpíadas. São Paulo: Boitempo. ISBN 978-85-7559-384-4